# کریس وایت
کریس وایت (انگلیسی: Chris White؛ زادهٔ ۷ مارس ۱۹۴۳) یک موسیقی‌دان، ترانه‌نویس، گیتارنواز، خواننده، و تهیه‌کننده موسیقی اهل بریتانیا است. وی از سال ۱۹۵۹ میلادی تاکنون مشغول فعالیت بوده‌است.
نام او در سال ۲۰۱۹ در فهرست تالار مشاهیر راک اند رول قرار گرفت.
از فیلم‌ها یا برنامه‌های تلویزیونی که وی در آن نقش داشته‌است می‌توان به بانی لیک گم شده و به ما می‌گویند وصله ناجور اشاره کرد.